# Henrich Schalck
Johann Christoph Henrich Schalck (* 18. November 1760 in Niederwildungen; † 11. Juli 1828 ebenda) war ein deutscher Buchbindermeister, Bürgermeister und Abgeordneter im Fürstentum Waldeck.

## Leben
Schalck war der Sohn des Buchbinders und Lehrers Justus Christoph Friedrich Schalck (* 31. Dezember 1727 in Korbach; begraben 7. März 1772 in Alt-Wildungen) und dessen Ehefrau Susanne Philippine Albracht (* 4. Mai 1731 in Nieder-Wildungen; † 8. Mai 1803 ebenda), die Tochter des Ratsherren in Nieder-Wildungen Johann Georg Albracht († 1743) und dessen Ehefrau Catharina Elisabeth Brumhard († 1761). Er war evangelisch und heiratete am 5. Oktober 1786 in Niederwildungen Barbara Elisabeth Junkermann (* 27. März 1755 in Nieder-Wildungen; † 24. September 1818), die Witwe des Bäckers Johann Frantz Rothauge und Tochter des Lohgerbers und Ratsherren Johann Zacharias Junkermann.
Schalck war Buchbindermeister in Nieder-Wildungen wo er am 28. September 1785 das Bürgerrecht erwarb. Von 1805 bis 1816 und erneut von 1822 bis 1824 war er Bürgermeister der Stadt Nieder-Wildungen. Nach seiner Wiederwahl am 29. September 1824 wurde die Bestätigung vom Fürsten abgelehnt, da er anscheinend „dem Trunke ergeben“ sei. Als Bürgermeister war er vom 18. Dezember 1805 bis 1816 und 1822 bis 1824 Mitglied des Landstandes des Fürstentums Waldeck.